# Morocea, Bilopillea
Morocea (în ucraineană Мороча) este un sat în comuna Hurînivka din raionul Bilopillea, regiunea Sumî, Ucraina.

## Demografie
Componența lingvistică a localității Morocea
     Ucraineană (99,2%)
     Alte limbi (0,8%)
Conform recensământului din 2001, majoritatea populației localității Morocea era vorbitoare de ucraineană (99,2%), existând în minoritate și vorbitori de alte limbi.